# Mireia Portas
Mireia Portas, född 1972 i Barcelona, är en katalansk (spansk) skådespelare och imitatör. Hon har medverkat i radioprogrammet Minoria absoluta (RAC1) och i TV-programmen Crackòvia, Vinagre och Polònia (TV3). Portas har även synts i musikalen La família irreal.

## Biografi
I Polònia har hon gjort en stor mängd imitationer av kända politiker och kända personligheter, inklusive Sofia av Grekland, Esperanza Aguirre, Carme Forcadell, Teresa Forcades (nunna och samhällskritiker) och Marta Rovira. Sedan 2007 har hon (fram till sommaren 2018) synts i 394 avsnitt av TV-serien.
Inom filmsammanhang har Mireia Portas bland annat arbetat på Ara o mai, en av 2015 års mest uppmärksammade produktioner på katalansk TV.
Hon har sedan 1990-talet deltagit i en mängd teaterproduktioner. 2011 syntes hon på scenen i Els 39 esglaons, en pjäs baserad på Alfred Hitchcocks thrillerfilm De 39 stegen. Med i uppsättningen fanns bland annat ett par av Portas kollegor från Polònia – David Olivares och Jordi Ríos.
Mireia Portas har deltagit i ett antal teateruppsättningar av verk skapade av produktionsbolaget Minoria Absoluta, inklusive La família irreal (2012), Magical History Club (2014) och Polònia, el musical (2015).
2010 fick Portas motta det katalanska Zapping-priset i kategorin skådespelare, för sina insatser i Polònia.

## Produktioner

### Film och TV
- Por fin has llegado (2007)
- La nit del cor (2008)
- Vinagre (2008)
- Xtrems (2009)
- La escobilla nacional (2010)
- Hotel 13 estrellas 12 uvas (2012)
- Señoras que... (2012-2013)
- Desclassificats (2013)
- Crackòvia (2008-2013)
- Polònia (2007–idag)
- Ara o mai (2015)
- 2025 – Ett ruttet arv (TV-serie)

### Teater[9]
- Dracula, El Musical (1994)
- Rocky Horror Show
- West Side Story (1996, 1999 och 2006)
- Monjitas (2000)
- Boeing Boeing (2009)
- Els 39 esglaons (2011)
- La família irreal (2012)
- Magical History Club (2014)
- Polònia, el musical (2015)